# Janez Nepomuk
Janez Nepomuk, rojen kot Jan Velfin oziroma Welfin (češko Jan Nepomucký, Johánek z Pomuka), češki duhovnik, mučenec in svetnik, * pred 1349, Pomuk pri Plznu, † 20. marec 1393, Praga. Velja za češkega narodnega zavetnika.

## Življenje
Kot Jan Welflin se je leta 1340 rodil v majhnem trgu Pomuk (ta se je kasneje preimenoval v Nepomuk) na Češkem, ki je pripadal bližnji cistercijanski opatiji. Najprej je študiral na univezi v Pragi, kasneje pa še v Padovi. Leta 1393 je postal generalni vikar Jana Jenštejna, praškega nadškofa. Češki kralj Venceslav IV. ga je dal čez pet let umoriti.

## Legenda
Po legendi je bil Janez Nepomuk praški nadškof in kot tak tudi spovednik češke kraljice. Kralju je prišlo na uho, da mu kraljica ni ravno zvesta, in ker je bil ljubosumen, je od Janeza zahteval, da mu pove kaj se je kraljica spovedovala. Janeza je seveda zavezovala spovedna molčečnost, zato ni črhnil besedice, razjarjeni kralj pa je dal Janeza umoriti in njegovo truplo ponoči vreči v reko Vltavo. 
Zaradi mučeniške smrti je Janez Nepomuk postal svetnik in zavetnik duhovnikov-spovednikov in vseh ljudi, ki so imeli tedaj opravka z vodo (ribičev, čolnarjev, mlinarjev ipd.). Kipi Janeza Nepomuka zato običajno stojijo ob reki ali potoku. Menda je svetnik nadomestil poganskega boga Neptuna (grškega Pozejdona). Tako imamo npr. na Goriškem kip Neptuna v Gorici in v Kanalu, Nepomukov pa je dosti več. 

## Kiparske upodobitve sv. Janeza Nepomuka na Slovenskem
- Kranj, s hobotnico v vodnjaku na dvorišču gradu Khislstein, kipar Franc Berneker
- Škofja Loka, na mostu čez Selško Soro
- Idrija, v kapelici ob potoku pod Gewerkeneggom (s prstom na ustih)
- Nova Oselica, v glavnem oltarju župnijske cerkve, katere zavetnik je
- Lendava, ob Ledavi
- Brda, na mostu čez Kožbanjšček pri Peternelu
- Gorica, ob mostu čez Sočo proti Pevmi
- Gorica, nasproti Kulturnega doma
- Ajdovščina, v zaselku Remškarica na mostu čez potok
- Ljubljana, v niši cerkve sv. Florjana (prej je stal v kapelici ob mostu čez Savo v Črnučah), kipar Francesco Robba, 1727
- Majšperk, na mostu čez Dravinjo na Bregu
- Majšperk, kapela v propadajočem gradu Hamre nedaleč stran od Brega na desnem bregu Dravinje
- Studenice, na dravinjskem mostu,
- Slovenske Konjice, ob dvorcu Dobje
- Brezovica, pri Smodinu nasproti avtomobilskega centra Špan
- Rogaška Slatina, pod kapelico sv. Ane, 1732
- Špičnik (občina Kungota), na meji med vinogradi
- Kamnica, v nekdanji kapeli sv. Janeza Nepomuka, kip je zdaj prestavljen v Mariborski grad
- Jakobski Dol

### Galerija
- Nepomuk, Pevma (ob Soči)
- Nepomuk, Cesta (Remškarica)
- Nepomuk, Gorica (Kulturni dom)
- Sveti Janez Nepomuk, padajoč s Karlovega mostu v Pragi v Vltavo, slika na stranskem oltarju cerkve sv. Janeza Krstnika v Ljutomeru
- Poljska, Vroclav, Nepomuk

## Slikarske upodobitve
- Ljutomer, stranski oltar v cerkvi sv. Janeza Krstnika